# Luciano Lollo
Mauricio Luciano Lollo (Alejo Ledesma, 29 de março de 1987) é um futebolista argentino que atua como zagueiro. Atualmente, joga pelo Newell's Old Boys.

## Carreira

### Belgrano
Lollo estreou profissionalmente jogando pelo Belgrano, em 7 de dezembro de 2007, contra o Defensa y Justicia, em partida válida pela Primera B Nacional de 2007–08. O técnico que o lançou no profissional, Mario Gómez, colocou Luciano para atuar como volante.
Fez parte do time histórico que, em junho de 2011, conquistou o acesso a Primera División em cima do River Plate. Com 3 a 1 no agregado, Os Piratas conseguiram a promoção após passar 4 anos disputando a segundona argentina. Na ocasião, Luciano formou dupla de zaga com Claudio Pérez.
No dia 7 março de 2012, ele foi capitão da equipe pela primeira vez em sua carreira. Em meados daquele ano, se machucou gravemente pela primeira vez em sua carreira. Uma lesão na virilha que acabou o deixando de fora dos gramados por cinco meses. Após o período de recuperação, voltou à atividade.

### Racing
Em julho de 2014, se transferiu para o Racing por empréstimo de dezoito meses com opção de compra. Marcou seu primeiro gol pelo clube de Avellaneda contra o San Lorenzo, após assistência de Gastón Díaz. Logo na sua primeira temporada pelo então nono clube, Lollo ajudou o Academia a quebrar o tabu de 13 anos sem títulos do Campeonato Argentino, jogando como titular em todas as partidas da competição. Seu primeiro gol internacional foi em 17 de fevereiro de 2015, na vitória de 5 a 0 sobre o Deportivo Táchira, pela Libertadores. Luciano foi eleito o melhor zagueiro do país no Campeonato Argentino de 2015.
Ao fim do contrato, o Acade exerceu a opção de compra para ter o defensor em definitivo e pagou 6 milhões de pesos argentinos (cerca de R$ 1,7 milhão). A transação estendeu o vínculo de Lucho com o Racing até 2018.

### River Plate
Em Junho de 2016 se desligou do Racing e se juntou ao River Plate por aproximadamente 9,2 milhões de reais.

## Estatísticas
Até 19 de Junho de 2016

### Clubes
| Clube             | Temporada         | Campeonato nacional | Campeonato nacional | Campeonato nacional | Copa nacional[a] | Copa nacional[a] | Copa nacional[a] | Competições continentais[b] | Competições continentais[b] | Competições continentais[b] | Outros torneios[c] | Outros torneios[c] | Outros torneios[c] | Total | Total | Total   |
| Clube             | Temporada         | Jogos               | Gols                | Assist.             | Jogos            | Gols             | Assist.          | Jogos                       | Gols                        | Assist.                     | Jogos              | Gols               | Assist.            | Jogos | Gols  | Assist. |
| ----------------- | ----------------- | ------------------- | ------------------- | ------------------- | ---------------- | ---------------- | ---------------- | --------------------------- | --------------------------- | --------------------------- | ------------------ | ------------------ | ------------------ | ----- | ----- | ------- |
| Belgrano          | 2007–08           | 23                  | 3                   | 0                   | —                | —                | —                | —                           | —                           | —                           | —                  | —                  | —                  | 23    | 3     | 0       |
| Belgrano          | 2008–09           | 21                  | 0                   | 0                   | —                | —                | —                | —                           | —                           | —                           | 2                  | 0                  | 0                  | 23    | 0     | 0       |
| Belgrano          | 2009–10           | 36                  | 3                   | 0                   | —                | —                | —                | —                           | —                           | —                           | —                  | —                  | —                  | 36    | 3     | 0       |
| Belgrano          | 2010–11           | 34                  | 1                   | 2                   | —                | —                | —                | —                           | —                           | —                           | 2                  | 0                  | 0                  | 36    | 1     | 2       |
| Belgrano          | 2011–12           | 21                  | 0                   | 0                   | 1                | 1                | 0                | —                           | —                           | —                           | —                  | —                  | —                  | 22    | 1     | 0       |
| Belgrano          | 2012–13           | 18                  | 1                   | 0                   | 1                | 0                | 0                | —                           | —                           | —                           | —                  | —                  | —                  | 19    | 1     | 0       |
| Belgrano          | 2013–14           | 34                  | 5                   | 1                   | 0                | 0                | 0                | 2                           | 0                           | 0                           | —                  | —                  | —                  | 36    | 5     | 1       |
| Belgrano          | Total             | 187                 | 13                  | 3                   | 2                | 1                | 0                | 2                           | 0                           | 0                           | 4                  | 0                  | 0                  | 195   | 14    | 3       |
| Racing            | 2013–14           | 0                   | 0                   | 0                   | 2                | 0                | 0                | —                           | —                           | —                           | —                  | —                  | —                  | 2     | 0     | 0       |
| Racing            | 2014              | 19                  | 1                   | 0                   | 0                | 0                | 0                | —                           | —                           | —                           | —                  | —                  | —                  | 19    | 1     | 0       |
| Racing            | 2015              | 22                  | 1                   | 2                   | 5                | 0                | 0                | 5                           | 1                           | 0                           | 3                  | 2                  | 0                  | 35    | 4     | 2       |
| Racing            | 2016              | 0                   | 0                   | 0                   | 0                | 0                | 0                | 0                           | 0                           | 0                           | 0                  | 0                  | 0                  | 0     | 0     | 0       |
| Racing            | Total             | 41                  | 2                   | 2                   | 7                | 0                | 0                | 5                           | 1                           | 0                           | 3                  | 2                  | 0                  | 56    | 5     | 2       |
| Total na carreira | Total na carreira | 228                 | 15                  | 5                   | 9                | 1                | 0                | 7                           | 1                           | 0                           | 7                  | 2                  | 0                  | 251   | 19    |         |
| River Plate       | 2016              | 0                   | 0                   | 0                   | 0                | 0                | 0                | 0                           | 0                           | 0                           | 0                  | 0                  | 0                  | 0     | 0     | 0       |

- a. ^ Jogos da Copa Argentina
- b. ^ Jogos da Copa Sul-Americana e Copa Libertadores da América
- c. ^ Jogos da Promoción e Liguilla Pré-Libertadores da América

## Títulos
Racing
- Torneo Transición: 2014

River Plate
- Recopa Sul-Americana: 2019

Estudiantes
- Copa da Argentina: 2023
- Copa da Liga Argentina: 2024
- Trofeo de Campeones de la Liga: 2024

### Prêmios individuais
- Melhor zagueiro do Campeonato Argentino: 2015